# Clara Fraser
Clara Fraser (12 mars 1923 - 24 février 1998) est une féministe et politicienne socialiste américaine. Elle a co-fondé et dirigé le Freedom Socialist Party (Parti Socialiste de la Liberté) et le Radical Women (Femmes Radicales).

## Biographie

### Jeunesse
Clara Fraser est née de parents juifs, immigrants, de la classe ouvrière à Los Angeles. Son père, Samuel Goodman, était camionneur. Sa mère, Emma Goodman, fabriquait des vêtements et plus tard travaille comme agent commercial à la International Ladies' Garment Workers' Union. Fraser rejoint le groupe junior du Parti socialiste d'Amérique de son école.
En 1945, après avoir obtenu son diplôme à l'Université de Californie en littérature et éducation, Fraser rejoint les idées de Leon Trotsky, qui fait campagne contre le Stalinisme. Elle rejoint le Parti socialiste des travailleurs trotskistes cette année-là. En 1946, elle déménage she moved to the[Quoi ?] Nord-Ouest Pacifique pour aider à construire la branche de son parti à Seattle.
En tant qu'électricienne, Fraser participe à la grève de Boeing de 1948. Lorsque le syndicat reçoit une injonction d'interdiction de grève, elle rassemble une brigade de mères et elles marchent en ligne avec des poussettes. Après la grève, Boeing la renvoie et la met sur la liste noire du FBI qui la poursuit pendant une décennie.
Dans les années 1950 et 1960, Fraser reste active dans le monde du travail, milite pour la fin de la ségrégation raciale, et s'oppose à la guerre du Vietnam. Elle travaille avec son mari de l'époque, Richard S. Fraser, dans le développement de l'intégration révolutionnaire, ce qui explique l'interdépendance des luttes pour le socialisme et la liberté afro-américaine et fait valoir l'importance clé du leadership noir à la classe ouvrière américaine.
Le Parti socialiste des travailleurs soutient Nation of Islam. La branche de Seattle local conduit une longue campagne pour essayer de gagner le parti national à son point de vue. Une répression sur la démocratie interne du parti mène cet effort à une impasse. Fraser est co-autrice de la critique de la branche de la dégénérescence politique et organisationnelle du Parti socialiste des travailleurs dans une série de documents qui ont été re-publié sous le titreCrisis and Leadership (Seattle: Red Letter Press, 2000).

### Féministe Socialiste
La branche de Seattle quitte le Parti socialiste des travailleurs en 1966 et commence le Freedom Socialist Party, fondé sur un programme mettant l'accent sur le rôle de leadership des personnes défavorisées dans la réalisation de progrès pour toute l'humanité.
En 1967, Clara Fraser forme le Radical Women, aux côtés de Gloria Martin et d'une jeune femme de New Left. Les ambitions du parti sont d'apprendre le leadership aux femmes ainsi que des compétences théoriques et la conscience de classe.
En 1973, Fraser commençe son travail à Seattle City Light, un utilitaire de propriété publique. En tant qu'entraîneur et coordinateur d'éducation, elle est chargée d'élaborer un programme pour former les femmes électriciennes.
Licenciée en 1974, Fraser dépose immédiatement une plainte pour discrimination et sexisme. Après une bataille de 7 ans, elle victorieuse avec une décision qui affirme le droit des travailleurs à s'élever contre leurs employeurs et à s'organiser eux-mêmes. Elle retourne à son ancien travail à « City Light » au moment où des révoltes éclatent quant au rôle des femmes dans les métiers non traditionnels. Fraser rejoint d'autres femmes de terrain et dans les bureaux, et forme une nouvelle organisation pour combattre les discriminations de sexe et de race : « The Employee Committee for Equal Rights at City Light » (CERCL).
En 1984, un ex-membre du FSP nommé Richard Snedigar intente un procès pour harcèlement contre Fraser, sept autres chefs de partis, et contre l'organisation tout entière. Ce cas est connu sous le nom de « Freeway Hall Case ».
Snedigar veut récupérer un don substantiel qu'il a fait quelques années avant pour fonder un quartier général après que le parti ait été expulsé de sa base à Freeway Hall. Il demande également un procès-verbal, la liste de membre et les noms des contributeurs. À un moment, Fraser et les avocats du parti sont condamnés à la prison pour refus de divulgation des informations financières, mais leurs peines sont suspendues et, finalement, annulées. Le FSP poursuit ce cas à la Cour suprême des États-Unis, où l'avocat des libertés civiles Leonard Boudin argumente que le droit au secret est un élément essentiel de l'expression de la liberté. Le FSP donne finalement raison en 1992[Quoi ?].
Clara Fraser est mère de 2 garçons.